# گل‌میمونیان
تیره گل‌میمون یا اسکروفولاریاسه (به انگلیسی: Scrophulariaceae) دارای ۲۲۲ سرده و ۴۵۰۰ گونه است. بیشتر گیاهان علفی یا نیمه درختچه‌ای تعداد معدودی درختچه‌ای یا درختی و بعضی بالارونده هستند. گل‌آذین معمولاً خوشه یا گرزن یا دارای گل‌های منفرد در کنار محورها است. گل‌ها دوجنسی معمولاً نامنظم و گاهی تقریباً منظم‌اند. تنها گیاه اقتصادی مهم این تیره گل انگشتانه است که برگ‌های آن منبع مواد دارویی است.